# Pankraz Freiherr von Freyberg

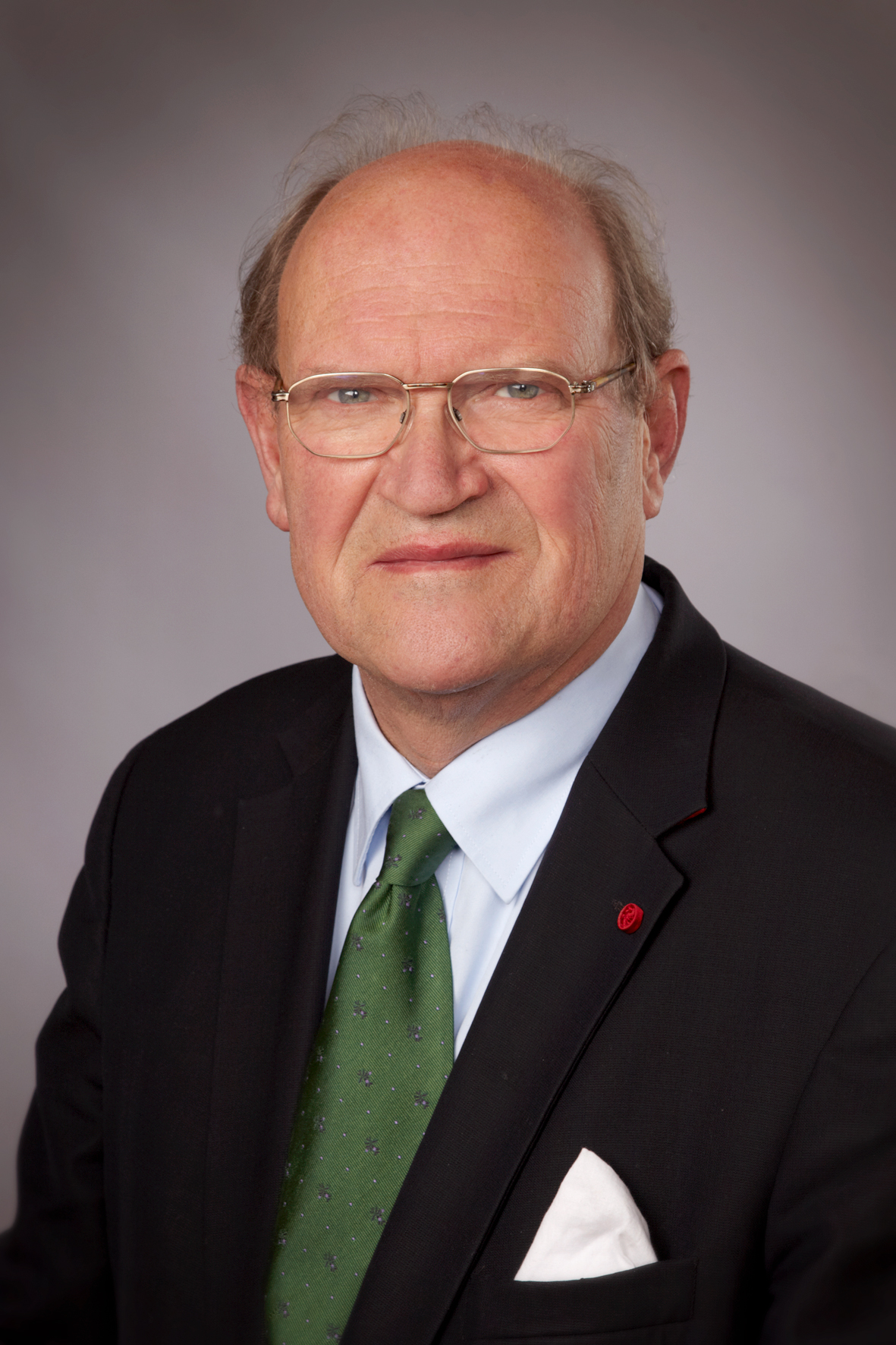
Pankraz Freiherr von Freyberg (2014)

Pankraz Freiherr von Freyberg (* 7. Juni 1944 im Palais Ostein in Geisenheim im Rheingau) ist ein deutscher Kunsthistoriker und Kulturmanager. Er war von 1995 bis Ende 2011 Intendant der Festspiele Europäische Wochen Passau.

## Leben
Pankraz Freiherr von Freyberg stammt aus dem alten schwäbisch-bayrischen Adelsgeschlecht der Freyberg-Eisenberg-Allmendingen. Er ist einziges Kind von Lätitia von Düring (1917–1992) und des im Zweiten Weltkrieg gefallenen Ober- und Truppenarztes Burkhardt Freiherr von Freyberg-Eisenberg-Allmendingen (1913–1944). Geboren wurde er im Palais Ostein, das damals seiner Großmutter Margarete Freifrau von Freyberg gehörte.
Nach dem Besuch des humanistischen Alten Gymnasiums (heute Wirsberg-Gymnasium) in Würzburg studierte er Jura an der Johannes-Gutenberg-Universität Mainz und an der Ludwig-Maximilians-Universität München. Dort schloss er ein Studium der Kunstgeschichte, Archäologie und bayerischen Geschichte an und promovierte 1983 in Kunstgeschichte. Thema seiner Dissertation waren Leben und Werk der Münchner Malerin, Radiererin und Lithographin Maria Electrine Freifrau von Freyberg, geb. Stuntz.
Während seines Studiums gründete Freyberg in München die Theatergruppe Blütenring, die sich durch Theater- und Kostümfeste in Altschwabinger Tradition einen Namen machte, so unter anderem durch die Aufführung von „Sappho“ von Rudolf Levy (1977), „Lohengrin“ von Johann Nepomuk Nestroy (1979 und 1985), „Doktor Sassafras oder Doktor Tod und Teufel“ von Franz Graf Pocci (1980), „Genoveva oder Die weiße Hirschkuh“ von Julie Schrader (1981), „Lysistrate“ von Aristophanes (1982) und „Serenade“ von Slawomir Mrozek (Uraufführung und italienische Erstaufführung, 1984).
Im Kreise seiner Freunde regte er an, das Amphitheater im Englischen Garten wiederaufzubauen, initiierte dazu einen Verein und mit diesem eine Spendenaktion. 1985 schenkte der Verein, dessen Vorsitzender er bis 2009 war, die Spielstätte dem Freistaat Bayern. Das Blütenring-Ensemble führte hier unter Freybergs Regie in den Folgejahren verschiedene Theaterstücke auf. Im Jahr 1986 veranstaltete er mit A midsummer night’s dream ein siebentägiges Gastspiel der New Shakespeare Company, London, im Münchner Kulturzentrum am Gasteig, die erste fremdsprachige Veranstaltung nach dessen Eröffnung.
Zum 200. Geburtstag des Englischen Gartens in München initiierte Pankraz von Freyberg 1989 ein 17-tägiges kulturelles Volksfest, das er auch als künstlerischer Leiter betreute. Etwa drei Millionen Besucher kamen zu den über 150 Theater-, Musik-, Tanz- und Sportveranstaltungen sowie zu dem historischen Festzug. Zu dem Programm gehörte auch der von ihm, nach jahrzehntelanger Unterbrechung, wieder ins Leben gerufene Kocherlball am Chinesischen Turm, der seitdem jährlich stattfindet und Tausende von Tanzbegeisterten anlockt.
Auf seine Idee geht auch das Festival der Europäische Kulturstiftung Europamusicale zurück, das er gemeinsam mit Helmut Pauli 1993 in München ins Leben rief und künstlerisch leitete. Das Ziel dabei war es, nach Öffnung des Eisernen Vorhangs für ein Europa des gegenseitigen Vertrauens, der Achtung und der Freundschaft zu werben. Zu diesem Zweck präsentierten 33 Symphonieorchester aus 31 europäischen Staaten in der Münchner Philharmonie im Gasteig, im Herkulessaal der Residenz und im Prinzregententheater klassische Musik mit jeweils mindestens einem Werk ihrer Heimatländer im Programm, wobei vor jedem Konzert eine bedeutende Persönlichkeit der jeweiligen Nation eine Rede in der Landessprache zum Thema Europa hielt. Dazu gehörten u. a. die Philosophen Raimon Panikkar und Andrei Pleșu, die Schriftsteller Friederike Mayröcker, Märta Tikkanen, Jiří Gruša, Cees Noteboom und Andrzej Szczypiorski und der Komponist Mikis Theodorakis. Die Rundfunkübertragungen erreichten ca. eine Milliarde Hörer weltweit.
Im Jahr 1994 übernahm Freyberg das Amt des Intendanten der Festspiele Europäische Wochen Passau, die er vom 1. Januar 1995 bis zum 31. Dezember 2011 leitete. Er gab ihnen ein neues Profil – mit thematischer Ausrichtung des Programms bei jährlich wechselndem Motto, einer in Deutschland unübertroffenen Spartenvielfalt, mit der Vergabe und Uraufführung von Auftragswerken darstellender Kunst sowie der Ausdehnung der Festspielregion auf Österreich und Tschechien. Zudem kreierte er dauerhaft neue Programmformate, so u. a. im Jahre 1996 für den Passauer Dom und die dortige Orgel (größte Domorgel der Welt), die weltweit erste von Sonnenaufgang bis Sonnenuntergang dauernde Orgelnacht mit international renommierten Organisten, weiter die sonntäglichen Klaviermatineen „piano nobile“, den grenzüberschreitenden sogenannten „Traumtag in Böhmen“ mit zwei bis vier kulturellen Veranstaltungen, das Picknick-Konzert, das zusammen mit dem Politologen Heinrich Oberreuter den „Passauer Tetralog“, ein Gesprächsforum in der Universität Passau zu dem jeweiligen Jahresthema der Festspiele mit bedeutenden Persönlichkeiten aus Politik, Kultur und Wirtschaft.
1999 wurden die Festspiele Europäische Wochen Passau ob der hohen Qualität ihres Programms in die Association Européenne des Festivals aufgenommen. Der Intendant schuf durch eine Kooperation mit über 200 Unternehmern auch eine neue wirtschaftliche Basis. Dafür wurden die Festspiele 2007 durch die Initiative „Deutschland – Land der Ideen“ ausgezeichnet; im selben Jahr erhielten sie den Europäischen Kulturpreis der Schweizer Stiftung Pro Europa. In seinem letzten Jahr 2011 gelang es ihm, für 83 Veranstaltungen von ca. 350 Sponsoren mehr als 700.000 Euro für die Festspiele einzuwerben. Nach seinem Ausscheiden gab Freyberg an, weiterhin als Kulturmanager tätig sein zu wollen.
Freyberg ist wissenschaftlicher Beirat der Europäischen Akademie für Kultur und Gesellschaftsfragen auf Schloss Offenberg, stellvertretender Stiftungsratsvorsitzender der Stiftung Europäisches Haus – Konzerthaus Passau, stellvertretender Vorsitzender Bürgerinitiative Konzerthaus Passau e. V. sowie Vorstandsvorsitzender des Fördervereins der städtischen Musikschule Passau. Außerdem ist er Autor, Herausgeber und Verleger kunst- und kulturhistorischer Werke.
Aus seiner am 1970 mit Alexandra Gräfin von Ingelheim, gen. Echterin von und zu Mespelbrunn, geschlossenen ersten Ehe gingen drei Kinder hervor: Burkhard, geb. 1973, Sophie, geb. 1975 und Antonia, geb. 1976. Seit 6. Dezember 2019 ist er mit Barbara Blumenstingl verheiratet, der Leiterin der Städtischen Musikschule Passau.

## Auszeichnungen
- Master of the Green Sward, von der New Shakespeare Company und dem Open Air Theatre, Regent’s Park, London (1986)
- Verdienstkreuz am Bande der Bundesrepublik Deutschland (1990)
- Medaille für besondere Verdienste um Bayern in einem Vereinten Europa (1993)
- Österreichisches Ehrenkreuz für Wissenschaft und Kunst I. Klasse (2002)
- Bayerischer Verdienstorden (2004)
- Verdienstmedaille des Bezirkes Südböhmen (2006)
- Förderpreis der Ernst von Siemens Musikstiftung (2010)
- Kulturmedaille des Landes Oberösterreich (2011)
- Kulturpreis des Landkreises Passau (2011)
- Kultureller Ehrenbrief der Stadt Passau (2011)
- Ehrenbürgerschaft und Ehrenmedaille der Stadt Wavrin (Frankreich) (2013)
- Ehrenpräsident des „Blütenring“-Verein zum Wiederaufbau des Amphitheaters im Englischen Garten zu München e.V. (2019)

## Publikationen
- Maria Electrine Freifrau von Freyberg, geb. Stuntz, 1797–1847, eine Münchner Malerin, Lithographin und Radiererin, hrsg. vom Historischen Verein von Oberbayern, 110. Bd., Verlag des Historischen Vereins von Oberbayern (Stadtarchiv München), München 1985
- Das Amphitheater im Englischen Garten zu München, Festschrift zur Eröffnung am 13. Juli 1985, hrsg. von „Blütenring“, Verein zum Wiederaufbau des Amphitheaters im Englischen Garten zu München, München 1985 (Zusammenstellung, Vorwort und Artikel: Das neue Amphitheater 1984/85)
- 200 Jahre Englischer Garten München, 1789–1989, Festschrift, zusammengestellt von Pankraz Freiherr von Freyberg, hrsg. vom Freistaat Bayern (Bayerisches Staatsministerium der Finanzen), Alois-Knürr-Verlag, München 1989
- EUROPAMUSICALE, Das europäische Musikfest in München, 1. bis 31. Oktober 1993, Festschrift, zusammengestellt von Pankraz Freiherr von Freyberg, hrsg. von der EUROPAMUSICALE-Veranstaltungs-GmbH, München 1993
- Die Brentano, Aufsätze zur Familiengeschichte von Johannes Freiherr von Brentano, hrsg. und verlegt von Pankraz Freiherr von Freyberg, München 1990
- Von Thespis zu Pan, Die Lebenserinnerungen der Irmingard von Freyberg, hrsg. von Pankraz Freiherr von Freyberg, München 1990
- Andrea Kluge, unter Mitwirkung von Pankraz Freiherr von Freyberg: Irmingard von Freyberg, Leben und Werk einer Scherenschneiderin und Schattenspielerin, hrsg. von der Stadt Ochsenfurt, Ochsenfurt 1991
- Pierre Soldatenko, unter Mitarbeit von Pankraz Freiherr von Freyberg: Auf den Spuren der Familie Mozart in Passau, Verlag Karl Stutz, Passau 2011
- Europas Geist, Heft 7, Festreden zu den Festspielen Europäische Wochen Passau 2009/2010/2011, hrsg. von Pankraz Freiherr von Freyberg, Passau 2011
- Und die Welt fängt an zu singen, triffst Du nur das Zauberwort (Joseph Freiherr von Eichendorff, Anmerkungen eines reich beschenkten Verwandten zu Irmingard von Freyberg, die die Welt mit ihrer Kunst poetisierte. In: „Träume aus Papier“. Die Künstlerin Irmingard von Freyberg (1907–1985), hrsg. von der Stiftung Aschenbrenner, Garmisch-Partenkirchen, 2012, Begleitpublikation anlässlich der gleichnamigen Ausstellung im Museum Aschenbrenner vom 14. Dezember 2012 bis 3. März 2013)